# История почты и почтовых марок Косова
История почты и почтовых марок Косова подразделяется на периоды, соответствующий почтовой системе Сербии (Югославия), в составе которой находился автономный край Косово и Метохия, Косова под управлением Временной миссии ООН (1999—2007) и частично признанной Республики Косово (с 2008).

## Развитие почты

### В составе Сербии
Почтово-телефонно-телеграфная служба (ПТТ) Косова была создана 21 декабря 1959 года решением Руководящего совета югославского ПТТ и с одобрения Исполнительного совета Народной Республики Сербии от 18 декабря 1959 года. Впервые ПТТ «Косово» была зарегистрирована как предприятие 25 марта 1960 года.
До 1960 года почта Косова оказывала почтовые услуги не во всех городах края, сельская местность совсем не обслуживалась. После создания ПТТ «Косово», почтовый сервис поначалу не претерпел значительных изменений. Экстенсивное развитие почтовой, телефонной и телеграфной связи Косова началось только после 1974 года. В конце 1980-х годов для нужд ПТТ «Косово» были построены 75 современных зданий с общей площадью свыше 60 000 м², а также здание головного офиса в Приштине площадью свыше 11 500 м².
13 сентября 1990 года ПТТ «Косово» вошла в структуру ПТТ «Сербия» в качестве подразделения ПТТ «Приштина» и была таковой до 1998 года. По утверждению современных косовских властей, интеграция сопровождалась увольнением почтовых служащих албанской и других несербских национальностей.

### Послевоенное Косово
По окончании войны 1998—1999 годов (то есть после 2 августа 1999 года) уволенные почтовые служащие албанской национальности вернулись на свои рабочие места. За время боевых действий почтово-телефонно-телеграфная служба Косова оказалась полностью разрушена. Отсутствовали почтовые отделения, не хватало транспортных средств, используемых для доставки почты, сумок для почтальонов, почтовых марок.
С 1999 года началось восстановление почтовой службы в Косове. Было построено около 15 новых почтовых отделений и отремонтировано большинство старых. С 31 мая 2000 года начала функционировать Международная независимая почта Косова. В 2004 году Почта Косова была лицензирована в качестве единственного государственного оператора, осуществляющего почтовые и непочтовые услуги связи на всей территории Косова. В июне 2005 года Почта Косова приобрела международный почтовый код для всех почтовых отделений в республике. 1 июля 2005 года была создана корпорация Почта и телекоммуникации Косова (ПТК), ставшая правопреемницей ПТТ «Косово». С этого времени Почта Косова является подразделением PTK Corporation.
Подразделение ПТТ «Сербия» «Приштина» ныне осуществляет почтовые услуги в сербских анклавах Косова и Метохии. После 1999 года в подчинении государственного предприятия «Приштина» из 129 почтовых отделений осталось только 16 и головной офис, расположенный в Грачанице. Восемь из них автоматизированы: Грачанице, Лепосавич, Лешак, Косовска-Митровица-1, Звечан, Зубин-Поток, Штрпце и Ранилуг, остальные восемь ручной обработки: Косово-Поле, Донья Гуштерица, Прилужье, Баньска, Сочаница, Косовска-Митровица-3 , Брезовица и Драйковце. Имеются также отдельные почтовые окошки ещё в ряде населённых пунктов.

## Выпуски почтовых марок

### Временная миссия ООН
15 марта 2000 года Временная миссия ООН в Косове (англ. United Nations Interim Administration Mission in Kosovo, UNMIK) выпустила в обращение первые собственные марки — пять номиналов с изображением ценных археологических находок. На миниатюрах была дана надпись на трёх языках английском, албанском и сербском (латиницей): «Временная миссия ООН в Косове», номиналы указаны в немецких марках. Отправка простого письма в пределах территории Косова обходилась в 30 пфеннигов. В день выхода марок на главном почтамте Приштины использовался специальный штемпель первого дня. Первый выпуск марок UNMIK назвали впоследствии «марками Кушнера» по имени шефа Временной миссии ООН Бернара Кушнера.
Эти марки не являлись эмиссиями почтового ведомства ООН и первоначально могли использоваться только на территории Косова. С 31 мая 2000 года они начали применяться для оплаты международной корреспонденции. Сначала вся международная корреспонденция доставлялась по маршруту Приштина — Цюрих самолётами швейцарских авиакомпаний. Лишь Албания и Македония организовали прямой почтовый обмен с Косовым.
Сербское почтовое ведомство не признало легитимности как самой UNMIK, так и управления косовской почты. Против «кушнеровских марок» протестовал и югославский Союз филателистов. В сербских анклавах для франкирования использовались марки Югославии, затем Сербии, выпуски UNMIK были объявлены недействительными. Обработка корреспонденции в сербских почтовых отделениях Косова производилась двуязычными сербско-албанскими штемпелями.
12 ноября 2001 года вышла вторая серия из пяти марок с номиналами в немецких марках и евро, а со 2 мая 2002 года номиналы стали указываться только в евро.
В декабре 2007 года вышла первая коммеморативная марка UNMIK, посвящённая 540-летию со дня смерти Скандербега. Это была последняя марка UNMIK. Всего было выпущено 92 миниатюры UNMIK на различные темы, связанные с Косовым.

Первая почтовая марка Республики Косово (2008)

### Республика Косово
Первые марки частично признанной Республики Косово вышли вскоре после провозглашения независимости — 7 марта 2008 года. Серия из двух миниатюр посвящалась Дню учителя. На них была дана надпись на трёх языках албанском, английском и сербском (латиницей): «Республика Косово», номинал указан в евро.
19 марта 2008 года вышли первые коммеморативные марки Косова, посвящённые провозглашению независимости. В этой же серии был выпущен первый почтовый блок.

## Иностранные отделения

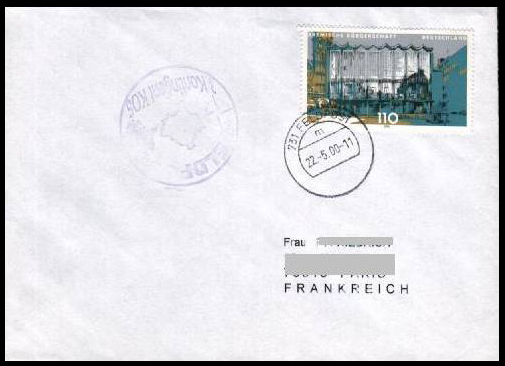
Почтовый конверт, отправленный из Призрена немецкой полевой почтой 731 в 2000 году

С 1999 по 2005 год на территории Косова работали отделения немецкой полевой почты 731:
- Отделение полевой почты Призрен использовало штемпели полевой почты с литерами «e» (с 17 марта 2001 по январь 2005), «f» (с 17 марта 2001 по июнь 2005), «g» (с 1 октября 2001 по январь 2005), «h» (с 1 октября 2001 по январь 2005), «i» (с 26 июня 1999 по январь 2005), «j» (с 26 августа 1999 по январь 2005), «m» (с ноября 1999 по январь 2005) и «b» (с 17 июня 2002 по январь 2005);
- Отделение полевой почты Приштина использовало штемпель полевой почты с литерой «l» (с 1 ноября 1999 по январь 2005).

В январе 2005 года в Призрене работали отделения полевой почты 6420, использовались штемпели с литерами «a», «b», «c» и «d»; 6421 — «a» и «b». В Приштине работало отделение полевой почты 6422 «a». Почтовые отправления франкировались марками Германии.